# Laemanctus
Laemanctus — рід ящірок родини Corytophanidae. Види роду Laemanctus зазвичай називають шишкоголовими ящірками або каскеголовими ігуанами. Рід є ендеміком Центральної Америки.

## Опис
Ящірки роду Laemanctus демонструють такі ознаки. Тимпан чіткий. Площина маківки нахилена вперед, а потилична частина піднята і виходить за межі потилиці. Тіло стиснуте з боків, вкрите черепицеподібною кілюватою лускою. Присутня сильна поперечна гулярна складка, але гулярна сумка відсутня. Кінцівки дуже довгі, підпальцеві пластинки мають серединний горбкоподібний кіль. Стегнові пори відсутні. Хвіст дуже довгий, круглий у перерізі. Бічні зуби трикуспідальні, є крилоподібні. Проксимально ключиця має петлеподібну форму. Груднинне джерельце відсутнє. Черевні ребра відсутні.

## Види
- Laemanctus julioi[en] McCranie, 2018
- Laemanctus longipes[en] Wiegmann, 1834
- Laemanctus serratus[en] Cope, 1864
- Laemanctus waltersi[en] Schmidt, 1933